# NGC 2442
NGC 2442 (również NGC 2443 lub PGC 21373) – zniekształcona galaktyka spiralna z poprzeczką (SAB(s)bc), znajdująca się w gwiazdozbiorze Ryby Latającej w odległości około 50 milionów lat świetlnych. Została odkryta 23 grudnia 1834 roku przez Johna Herschela.

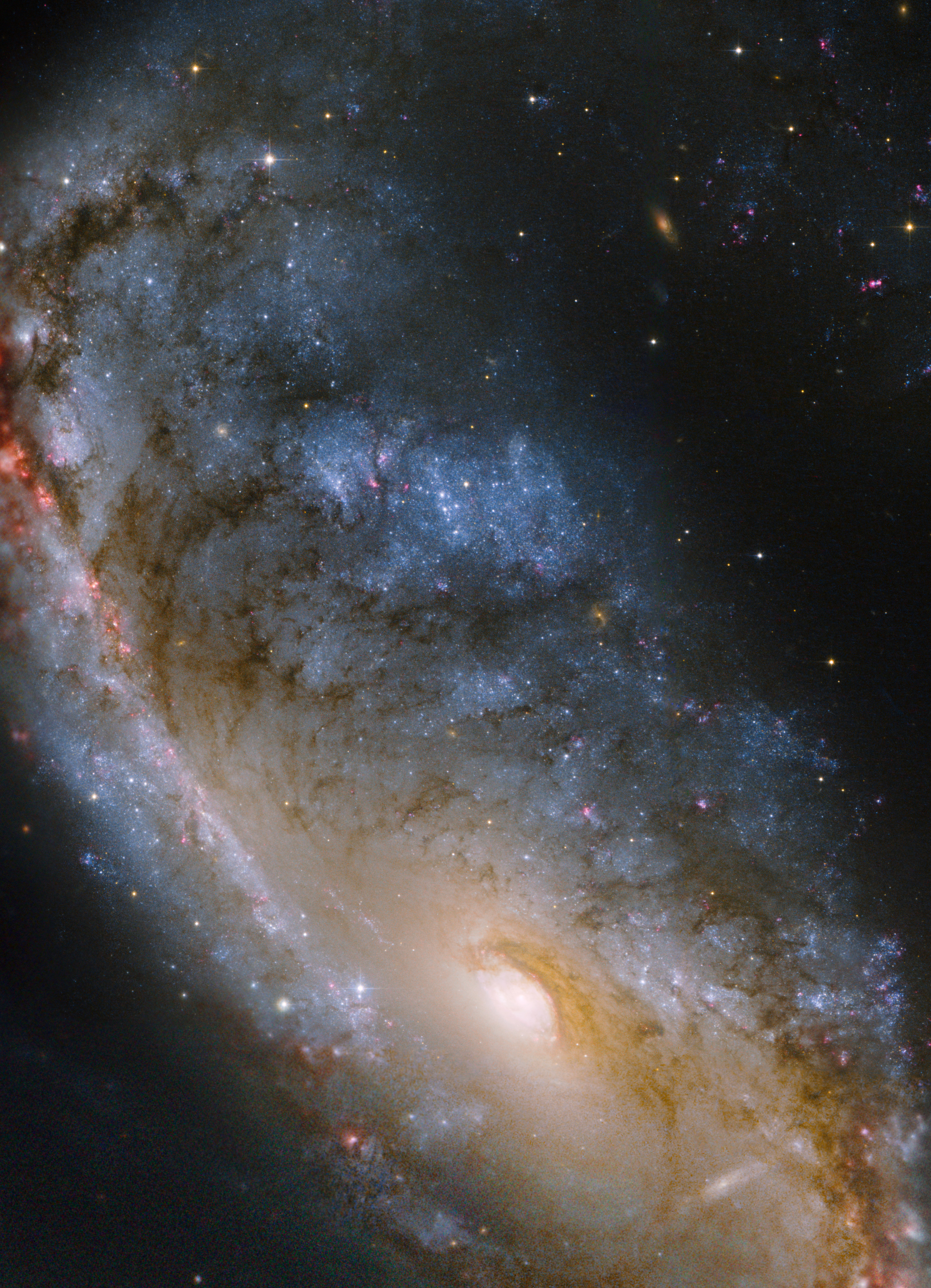
Zbliżenie centralnej części galaktyki, zdjęcie z Teleskopu Hubble’a

Galaktyka ta została skatalogowana w katalogu NGC pod dwoma kolejnymi numerami, gdyż jej odkrywcy wydawało się, że są to dwa osobne obiekty typu „mgławicowego”, pomiędzy którymi znajduje się gwiazda. NGC 2442 to część południowo-zachodnia, a NGC 2443 – północno-wschodnia.
Jest to galaktyka z aktywnym jądrem. Zawiera nieprzepuszczające światła pasma pyłu, niebieskie gromady młodych gwiazd oraz czerwonawe obszary gwiazdotwórcze otaczające jądro galaktyki, świecące żółtawym światłem starej populacji gwiazd.
Galaktyka ma bardzo nierówne ramiona, do tej pory nie wiadomo, co spowodowało taki jej wygląd. Jeżeli została zniekształcona w wyniku oddziaływania grawitacyjnego innej galaktyki, to jak do tej pory nie odkryto drugiego składnika takiego zderzenia.
W galaktyce tej zaobserwowano supernowe SN 1999ga i SN 2015F.